# Okręg Północno-Wschodni

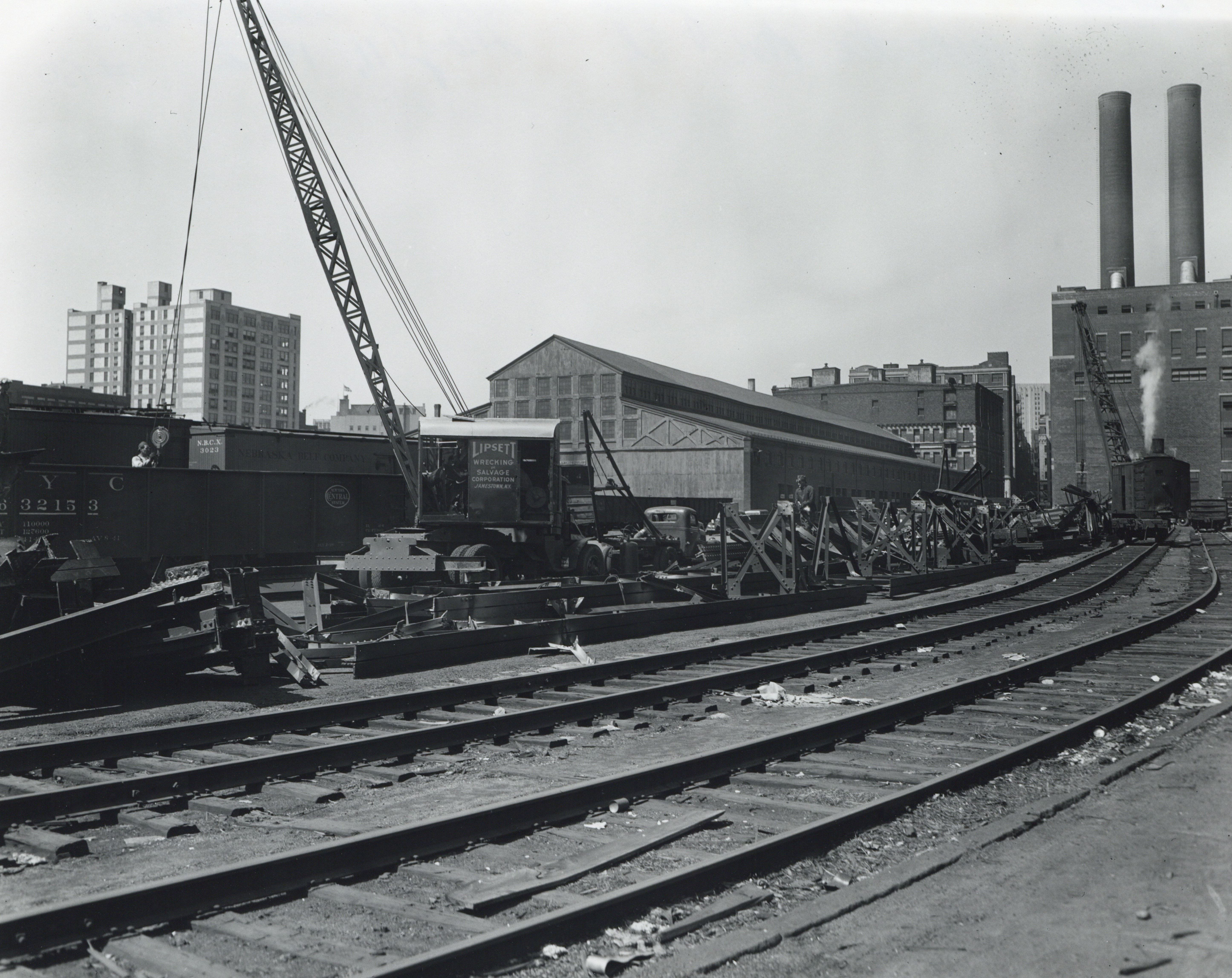
Załadunek produktów stalowych w Bostonie, fot. 1942

Okręg Północno-Wschodni - okręg przemysłowy w północno-wschodnich Stanach Zjednoczonych, obejmujący Nową Anglię oraz Subregion Środkowoatlantycki z głównymi ośrodkami miejskimi: Filadelfią, Nowym Jorkiem, Bostonem, Baltimore i Newark. Powstał na bazie złóż węgla kamiennego, rud żelaza, manganu, cynku i ołowiu w Appalachach. Początkowo hutnictwo rozwijało się w aglomeracji Pittsburgh-Wheeling-Johnstown. W związku z dużym importem rud żelaza w kolejnych latach ośrodkami hutnictwa stały się Baltimore i Bethlehem na wschodnim wybrzeżu, a huty zlokalizowane w Pittsburghu stopniowo zamykano bądź przekształacano w elektrostalownie produkujące stale stopowe.
W Okręgu Północno-Wschodnim rozwinął się także przemysł metalowy, obrabiarkowy, zbrojeniowy, stoczniowy i chemiczny. Dziś, w wyniku modernizacji zakładów prężnie rozwija się tu przemysł precyzyjny, petrochemiczny, elektroniczny, biotechnologiczny i poligraficzny. W Nowym Jorku rozwinęła się produkcja samochodów, natomiast w Filadelfii przemysł lotniczy. Ponadto, w Bostonie powstała jedna z największych w Stanach Zjednoczonych technopolii - Droga 128.